# 石智英
石智英（英語：Jeannie Suk Gersen）（1973年—）是一名韓裔美國法學家、作家，目前擔任哈佛法學院教授。

## 生平
石智英出生於韓國首爾特別市，6 歲時隨家人移民至美國紐約市皇后區。
她就讀於亨特學院高中，並於 1991 年畢業。
1995 年，石智英自耶魯大學取得文學士（B.A.）學位；1999 年，作為馬歇爾獎學金獲得者，於牛津大學聖休學院取得哲學博士（D.Phil）學位，論文主題為研究法屬安的列斯地區的後殖民悖論。
之後，她入讀哈佛法學院並於 2002 年獲得法律博士（J.D.）學位。
法學院畢業後，她曾擔任美國哥倫比亞特區聯邦上訴法院法官 Harry T. Edwards 的書記官，以及美國最高法院大法官戴維·蘇特的書記官（2003 年任期）。
2006 年，石智英成為哈佛法學院助理教授，是繼 Lani Guinier 之後，第二位加入該院教職的少數族裔女性。 2010 年，她獲得終身教職，成為該院歷史上首位獲此殊榮的亞裔美國女性。
目前，石智英為哈佛法學院John H. Watson, Jr. 法學教授。

## 獎項
她曾獲美國全國亞太裔律師協會評選為「40 歲以下最佳律師」之一，並被《Massachusetts Lawyers Weekly》評為「法律界傑出女性」。 2024 年，她獲得美國科學與文學院（American Academy of Sciences and Letters）頒發的巴里傑出學術成就獎（Barry Prize for Distinguished Intellectual Achievement）。

## 著作
她的著作與研究主要聚焦於刑法與家庭法領域。 2016 年，她與丈夫合著了一篇關於現代性行為規範的文章，認為多數現行做法適得其反。 她亦曾發表有關時尚設計的智慧財產權保護的研究成果。 石智英同時也是《紐約客》雜誌的特約作者。

### 專書
Postcolonial Paradoxes in French Caribbean Writing: Césaire, Glissant, Condé，牛津大學出版社，2001 年。ISBN 978-0198160182。
At Home in the Law: How the Domestic Violence Revolution Is Transforming Privacy，耶魯大學出版社，2009 年。ISBN 978-0300113983。
A Light Inside: An Odyssey of Art, Life and Law，Kong & Park，2013 年。ISBN 978-8956056326。

### 論文與報導
Gersen, Jeannie Suk. . The Talk of the Town: Comment. The New Yorker. April 25 – May 2, 2022, 98 (10): 13–14.，線上版本標題為〈If Roe v. Wade is overturned, what's next?〉。

## 個人生活
1999 年，石智英與哈佛法學院教授 Noah Feldman 結婚，兩人育有兩名子女。 她的第二任丈夫是哈佛法學院的 Sidley Austin 法學教授 Jacob E. Gersen。

## 外部連結
- Jeannie Suk (31:54 mins video) YouTube. Last Lecture Series, Harvard Law School.
- Harvard faculty page